# Berging (land)

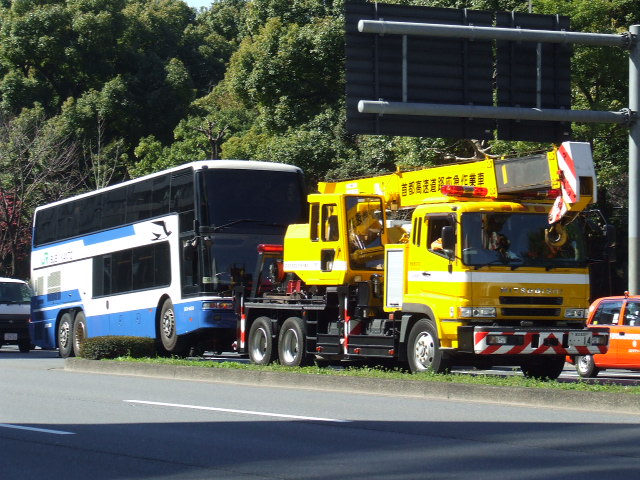
Een bus op de lepel van een multifunctionele bergingstruck, voorzien van een lepel en een kraan.

Berging is het ruime begrip voor het takelen, slepen en repatriëren van alle soorten vervoermiddellen. Hierbij kan men denken aan motoren, personenwagens, bestelwagens, vrachtwagens (al dan niet in combinatie met een aanhangwagen of oplegger), bussen, tractoren en heftrucks.
In feite betreft het alle motorvoertuigen welke aan het verkeer deelnemen.
Voor het bergen van de diverse soorten motorvoertuigen bestaan er uiteraard specifieke, voor dit doel vervaardigde, bergingsvoertuigen.